# العلاقات الغواتيمالية الموريتانية
العلاقات الغواتيمالية الموريتانية هي العلاقات الثنائية التي تجمع بين غواتيمالا وموريتانيا.

## مقارنة بين البلدين
هذه مقارنة عامة ومرجعية للدولتين:
| وجه المقارنة                                              | غواتيمالا       | موريتانيا                 |
| --------------------------------------------------------- | --------------- | ------------------------- |
| المساحة (كم2)                                             | 108.89 ألف      | 1.03 مليون                |
| عدد السكان (نسمة)                                         | 17.26 مليون     | 4.42 مليون                |
| الكثافة السكانية (ن./كم²)                                 | 158.51          | 4.29                      |
| العاصمة                                                   | غواتيمالا       | نواكشوط                   |
| اللغة الرسمية                                             | اللغة الإسبانية | اللغة العربية، لغة فرنسية |
| العملة                                                    | كتزال غواتيمالي | أوقية موريتانية، أوقية ‏   |
| الناتج المحلي الإجمالي (بليون دولار)                      | 75.62 مليار     | 5.02 مليار                |
| الناتج المحلي الإجمالي (تعادل القوة الشرائية) بليون دولار | 126.21 مليار    |                           |
| الناتج المحلي الإجمالي الاسمي للفرد دولار أمريكي          | 3.90 ألف        |                           |
| الناتج المحلي الإجمالي للفرد دولار أمريكي                 | 7.45 ألف        | 3.91 ألف                  |
| مؤشر التنمية البشرية                                      | 0.627           | 0.506                     |
| رمز المكالمات الدولي                                      | +502            | +222                      |
| رمز الإنترنت                                              | .gt             | .mr                       |
| المنطقة الزمنية                                           | 00              | 00                        |

## منظمات دولية مشتركة
يشترك البلدان في عضوية مجموعة من المنظمات الدولية، منها:
| علم المنظمة | اسم المنظمة                               | تاريخ انضمام غواتيمالا | تاريخ انضمام موريتانيا |
| ----------- | ----------------------------------------- | ---------------------- | ---------------------- |
|             | وكالة ضمان الاستثمار متعدد الأطراف        | 11 يوليو 1996          | 8 سبتمبر 1992          |
|             | منظمة الشرطة الجنائية الدولية             | ?                      | ?                      |
|             | منظمة حظر الأسلحة الكيميائية              | ?                      | ?                      |
|             | منظمة التجارة العالمية                    | ?                      | 31 مايو 1995           |
|             | الأمم المتحدة                             | 21 نوفمبر 1945         | 27 أكتوبر 1961         |
|             | مؤسسة التمويل الدولية                     | 20 يوليو 1956          | 29 ديسمبر 1967         |
|             | يونسكو                                    | 2 يناير 1950           | 10 يناير 1962          |
|             | مؤسسة التنمية الدولية                     | 27 أبريل 1961          | 10 سبتمبر 1963         |
|             | البنك الدولي للإنشاء والتعمير             | 28 ديسمبر 1945         | 10 سبتمبر 1963         |
|             | المركز الدولي لتسوية المنازعات الاستشارية | 20 فبراير 2003         | 14 أكتوبر 1966         |
|             | الاتحاد البريدي العالمي                   | ?                      | ?                      |
|             | الاتحاد الدولي للاتصالات                  | 10 يوليو 1914          | 18 أبريل 1962          |

## وصلات خارجية
- موقع وزارة الخارجية الغواتيمالية